# Phreatia rhomboglossa
Phreatia rhomboglossa är en orkidéart som beskrevs av Rudolf Schlechter. Phreatia rhomboglossa ingår i släktet Phreatia och familjen orkidéer. Inga underarter finns listade i Catalogue of Life.